# Portugese crisis van 1383-1385
De Crisis van 1383-1385 was een periode van burgeroorlog en anarchie in de geschiedenis van Portugal, ook bekend als Interregno, aangezien er geen koning op de troon zat. De crisis begon met de dood van koning Ferdinand I van Portugal, die geen mannelijke erfgenamen had.
Hoewel de hofhouding van Coïmbra in 1385 een nieuwe koning, Johan I van Portugal, had gekozen, bleef koning Johan I van Castilië proberen een nieuw koninkrijk te veroveren. Hij viel Portugal binnen met een leger dat vele malen groter was dan het Portugese, maar hij werd toch verslagen in de Slag bij Aljubarrota, wegens de nieuwe tactiek die de Portugezen de "vierkantstactiek" noemden. Het Portugese leger werd aangevoerd door Nuno Alvares Pereira, die door koning Johan I werd benoemd tot Constable van Portugal.

## 1383
Ferdinand I van Portugal was stervende in 1383. Uit zijn huwelijk met Leonor Teles de Menezes was slechts één dochter voortgekomen die niet was gestorven in haar kindertijd, Beatrix van Portugal. Met wie zij zou trouwen, werd van strategisch belang voor de troonopvolging. Ze werd meerdere keren uitgehuwelijkt aan, in oplopende volgorde, twee Spaanse prinsen, een Engelse prins en uiteindelijk aan de Spaanse prins Ferdinand, zoon van Johan I van Castilië. Het huwelijk van Beatrix werd besloten in het verdrag van Salvaterra de Magos in maart 1383, op verzoek van Ferdinand I. Dit verdrag kwam na het Verdrag van Elvas (augustus 1382), waarmee de derde oorlog tussen Castilië en Portugal werd beëindigd. In het verdrag van Salvaterra werd besloten dat Johan I van Castilië zou trouwen met Beatrix van Portugal en dat de eerste zoon uit dit huwelijk de Portugese troon zou erven, mocht Ferdinand I zonder erfgenaam sterven. De bruiloft werd gehouden in mei 1383. Veel Portugezen waren tegen het huwelijk, aangezien de kans bestond dat Beatrix zou kunnen overlijden voordat ze een zoon had gekregen, wat zou leiden tot een personele unie tussen Portugal en Castilië en daarmee, de onafhankelijkheid van Portugal. Er bestond echter onenigheid over de alternatieven onder de adel en handelaren. Er waren twee kandidaten voor de troonopvolging, beiden onechte halfbroers van de stervende koning:
- Johan, zoon van Peter I van Portugal en Inês de Castro, die was verbannen naar Castilië en daar na de dood van Ferdinand I werd opgepakt;
- Johan, grootmeester van Aviz, een ander onecht kind van Peter I (zoon van Teresa Lourenço, waarschijnlijk de verpleegster van Inês de Castro), die in het begin minder populair was dan zijn halfbroer Johan.

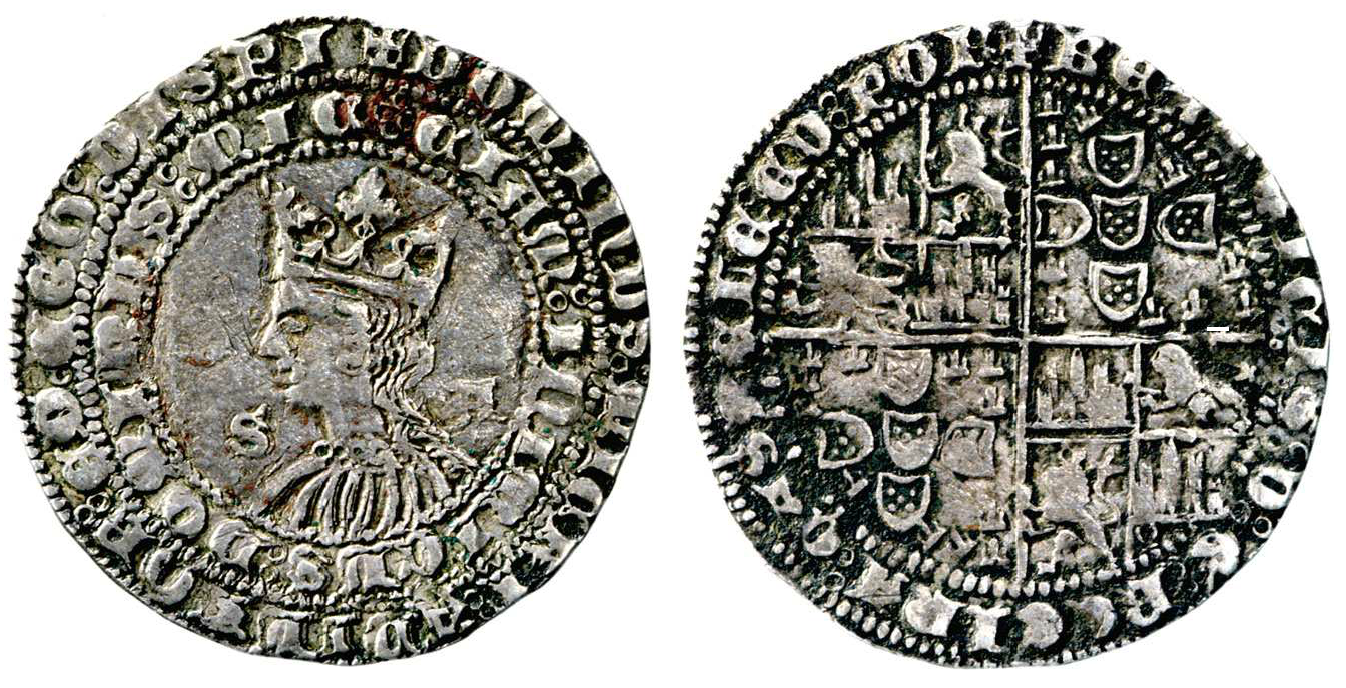
Een zilveren Real met de beeltenis van Beatrix. Deze zeer zeldzame munt, die is geslagen in Santarém, geldt als bewijs van het recht van Beatrix en haar man Johan I van Castilië op de Portugese troon.

Ferdinand I overleed op 22 oktober 1383. De heerschappij over het koninkrijk ging naar zijn weduwe, Leonor Teles de Menezes, zoals beschreven stond in het huwelijkscontract tussen Beatrix en Johan I van Castilië. Hiermee werd de kans om de crisis op een diplomatieke manier op te lossen snel kleiner, aangezien de koning van Castilië zichzelf uitriep tot koning van Portugal en de tegenstanders drastische maatregelen namen. Daarmee begon de crisis.
Op 6 december 1383 vermoordde de Meester van Aviz met behulp van een aantal edellieden graaf Andeiro. Álvaro Pais, die betrokken was bij het complot, trok naar Lissabon en vroeg het volk om hulp. Het volk trok mee naar het paleis en dreigde het in brand te steken. De Meester hield het volk tegen. De koningin kreeg het voorstel om met de Meester van Avis te trouwen, maar ze weigerde.
Op 16 december werd de Meester van Aviz door het volk uitgeroepen tot Regent en Verdediger van het Koninkrijk.
Aan het einde van de maand bezette Nuno Alvares het Kasteel van Sint Joris, de eerste overwinning.

## 1384
Nuno Alvares werd door de Meester benoemd tot voorste van Alentejo. Hij kreeg 1.000 soldaten om het gebied te verdedigen en verwierf zelf nog eens 200 soldaten op weg naar de grens. Op 6 april vond de Slag bij Atoleiros plaats, die werd gewonnen door Nuno Alvares. Hij veroverde daarna nog een aantal dorpen in de regio.
In mei omcirkelde de koning van Castilië Lissabon over land en water. Het kamp werd echter geteisterd door de zwarte pest, maar pas in september wordt de belegering afgebroken.

## 1385
Met Pasen kwam de Engelse troepen aan, waar Johan van Aviz om had gevraagd. Het ging om zo'n 600 man, waarvan de meesten eerder hadden gevochten in de Honderdjarige Oorlog en die dus goed getraind waren.
Op 6 april 1385 werd Johan I in het hof van Coïmbra benoemd tot koning van Portugal, de eerste van het Huis Aviz. Hiermee werd Portugal weer onafhankelijk. Johan I benoemde Nuno Alvares Pereira tot Constable van Portugal.
In Castilië gaf Johan I Portugal niet zomaar uit handen. Kort na de benoeming in Coïmbra stuurde hij een strafexpeditie naar Portugal. In mei vond de Slag bij Trancoso plaats, waar het Portugese leger een belangrijke overwinning behaalde. Na zijn verlies, besloot de koning van Castilië met een enorm leger, dat hij had verzameld sinds zijn verlies bij Lissabon, Portugal in het noorden binnen te vallen. Het leger van Castilië bestond uit ongeveer 32.000 man, terwijl het Portugese leger uit slechts 6.500 man bestond. Vanuit het noorden trok het Spaanse leger naar het zuiden, richting Lissabon en Santarém, in die tijd de belangrijkste steden van het land.
Ondertussen bevonden Johan I en de Constable zich in Alenquer, waar ze vaststelden dat Lissabon een nieuwe Spaanse belegering niet aan zou kunnen. Constable Nuno Alvares besloot daarom met zijn leger naar Tomar. Johan I volgde hem later en onderschepte de vijand in de omgeving van Leiria, vlak bij het dorp Aljubarrota. Op 14 augustus 1385 begon de slag bij Aljubarrota tussen Spaanse en het Portugese leger, gesteund door Engeland. De Portugezen gebruikten tactieken zoals ook waren gebruikt in de slagen bij Crécy en Azincourt, waar kleine legers grote legioenen hadden weten te weerstaan. Ze gebruikten slingers, dartenwerpers, kruisbogen en boogschutters aan de flanken en zetten vallen om de Spaanse cavalerie te vertragen. Het Spaanse leger werd niet alleen verslagen, maar als het ware vernietigd. Vanwege het zware verlies, kon Johan I van Castilië de daaropvolgende jaren geen nieuwe pogingen ondernemen om Portugal in te nemen.
Met de overwinning bewees Johan I zich als koning van Portugal en kwam er een einde aan de crisis van 1383-1385. Pas in 1411 werd de Portugese onafhankelijkheid erkend door Castilië met het verdrag van Ayllón-Segovia. Het bondgenootschap tussen Portugal en Engeland werd in 1386 nogmaals bevestigd in het verdrag van Windsor en verstevigd met het huwelijk tussen Johan I en Filippa van Lancaster. Het verdrag dat vandaag de dag nog steeds actief is, werd het oudste bondgenootschap ter wereld en leidde tot een pact van wederzijdse hulp tussen Engeland en Portugal.

## Tijdlijn
- 1383
  - April – Prinses Beatrix van Portugal (de enige dochter van Ferdinand) trouwt met koning Johan I van Castilië
  - 22 oktober – Koning Ferdinand sterft: zijn weduwe Leonor wordt regent in naam van Beatrix en Johan van Castilië
  - Het verzet, onder leiding van Johan, Grootmeester van Aviz, begint: verschillende kastelen worden bezet
- 1384
  - Januari – Johan I van Castilië valt Portugal binnen.
  - 6 april – De Portugezen winnen de Slag bij Atoleiros.
  - Mei – Lissabon wordt omcirkeld en belegerd; er wordt een vraag om hulp naar Engeland gestuurd.
  - Juli – Een Portugese vloot doorbreekt de belegering van Lissabon, al zij het met grote verliezen.
  - 3 september – Johan I van Castilië trekt zich terug naar zijn koninkrijk.
  - Winter – Nuno Alvares Pereira en Johan van Aviz onderdrukken steden die Castilië steunden.
- 1385
  - Pasen – Engelse hulptroepen komen aan.
  - 6 april - Johan van Aviz wordt in het hof van Coïmbra uitgeroepen tot koning.
  - 29 mei – De Slag bij Trancoso vindt plaats.
  - Juni -  Johan I van Castilië valt Portugal binnen met zijn hele leger nadat zijn strafexpeditie bij Trancoso werd verslagen.
  - 14 augustus – Slag bij Aljubarrota, definitieve overwinning voor Portugal, einde van de crisis